# スターゲイトシリーズに登場する宇宙船の一覧
スターゲイトシリーズに登場する宇宙船の一覧（スターゲイトシリーズにとうじょうするうちゅうせんのいちらん）ではスターゲイトシリーズに登場した宇宙船および宇宙戦艦を取り上げる。

## 地球
プロメテウス
地球初の次世代宇宙戦艦。
ダイダロス級戦艦
地球の次世代宇宙戦艦。

## アスガード

### ジャック・オニール級
アスガードが対レプリケイター用に建造した最新鋭の宇宙戦艦。性能が高くアスガード艦隊の後期主力艦として量産される。一番艦ジャック・オニール号はレプリケイターとの戦いのため、建造途中でレプリケイターに対する餌とされ自爆した。
その戦闘能力はトールの言うとおり高く、数隻の集中砲火でレプリケーター船を破壊している。P3Y-229の戦いにおいてヴァシールのオニール級は動きが素早く、鋭いターン航行で戦闘していたためその操縦性は高いと思われる。
概要
- 全長1500m
- 全幅700m
- 導入2000年

所有者
- トール
- アジール
- ヴァシール
- フレイア

装備
- アスガード転送ビーム

兵装
- アスガードエネルギー砲 4門

防御
- アスガードのシールドシステム

動力源
- ニュートリノ・イオン・ジェネレータ

### ダニエル・ジャクソン級
アスガードの研究船。主にアスガードの研究者が使用している。アスガードのマッドサイエンティストのロキが使用した。
トールも使用している。その際の船の名前がダニエル・ジャクソン号で対レプリケーター戦（アスガードの銀河）で活躍した。その後、レプリケーターが地球を襲った際、救援に駆けつけるも地球を救うため自爆している。
概要
- 全長1000m
- 全幅800m
- 乗員数1名 or 2名

所有者
- ロキ
- トール

装備
- アスガード転送ビーム

兵装
- アスガードエネルギー砲
- 対レプリケーター兵器

防御
- アスガードのシールドシステム

### ビリスクナー級
概要
- 全長1400m
- 全幅640m
- 重量990万t
- 乗員数不明（運用はアスガード一人で可能）

装備
- アスガード転送ビーム　メイン2基　サブ10基（メインは工業用、サブは運搬用。対象の強制収用や収容後に再構成しないといった方法で兵器として応用可）

兵装
- アスガードイオン粒子エネルギー砲

防御
- アスガードのシールドシステム
- ステルス装置

推進方法
- 亜光速エンジン　2基（垂直尾翼内部に装備）
- アスガード製ハイパードライブエンジン（垂直尾翼内部に装備）

動力源
- ニュートリノ・イオン・ジェネレータ×4基（出力は1基あたり最大10億KJ/秒）

概要
ビリスクナー級戦艦は量産されており、就役中の総数は不明。また装備や装備はそれぞれ僅かに異なる。

## エンシェント
「センスが良い」などと言われることが良いほど形が綺麗なのが特徴。主兵装はドローンである。
オーロラ級戦艦
エンシェントの軍艦。ドローンを多数配備し、かなり大型。艦内には人工冬眠施設がある。エンシェントの遺伝子があれば1人でも操縦可能。
現在残っているのは少なく、そのほとんどがレイスとの戦いで破壊を逃れたが修復が必要。
オーロラ
アトランティスチームが初めて発見した戦艦。1万年前のレイスとの戦いの際、包囲戦の中を偵察任務に出た。レイスに関する弱点を発見し、その情報をアトランティスへ持ち帰ろうとしていたが叶わず大破。クルーは全員凍結ポッドに入っていた。（スターゲイト アトランティス シーズン2 第9話）
オリオン(ヒパホラルカス)
タラニス星にあるエンシェントの基地で見つけたオーロラの姉妹艦。援助と引き替えにアトランティスへ貸与される。シェパードが勝手に改名、本来の艦名は『ヒパホラルカス』でエンシェントの偉大な将軍の名前が由来。発見時は故障していてまともに動かなかった。（スターゲイト アトランティス シーズン2 第19話）
トリア
レイスとの戦いでハイパードライブを破壊され、エンジンを改造して光速の99.9％の速度で地球に向かっていたオーロラ級。艦長はヒーリア。ZPMを装備している。（スターゲイト アトランティス シーズン3 第10話）
トラベラーのオーロラ級戦艦レイスから逃れるために宇宙船で銀河を旅する集団トラベラーが所有するオーロラ級。シェパードやアトランティス探検隊の支援で修繕された。（スターゲイト アトランティス シーズン4 第5話）
その他ペガサス銀河版レプリケイターのアサーランが多数所有している。
パドルジャンパー
元々は8名程度しか載れなかったものの地球人が改造し最大で12人が乗れる。操縦にはエンシェントの遺伝子が必要でそれがないと何も出来ない。コクピット部とキャビン部に分かれており、その間の扉は空気も漏らさない。
シェパードによってパドルジャンパーと命名された。マッケイ博士はスターゲイトを潜る船だから、ゲイトシップだと主張。実際、エンシェント技術を受け継いだペガサス銀河版レプリケイターのアサーランがゲイトシップと呼んでいる。
アトランティス
エンシェントの都市型宇宙船。同型艦がいくつかあるが詳細は不明。詳しくはスターゲイトアトランティス用語を参照。

## ゴアウルド
ハタク級宇宙母艦
ゴアウルドの主力戦艦。中央にピラミッドがある。ハイパードライブ機能があり巨大で重武装、重装甲。シールドも強力。ゴアウルドの支配階級や有力ゴアウルドしか所有していない。アポフィスやアヌビス等、強力なゴアウルドが巨大なハタクを所有している。
映画版スターゲイトおよびSG-1に登場したラーやその一族のヘルアーが所有するピラミッド単体タイプも存在している。
アルケシュ
ゴアウルドの中距離爆撃機。ステレス機能がありハイパードライブも備えている。
テルタク
ゴアウルドの輸送船。ステレス機能がありハイパードライブも備えている。
デスグライダー
ゴアウルドの局地戦闘機。三日月に似た流線型をしている。2人乗りで船体下部に2門のエネルギーガンを装備している。翼を折りたたんで母艦に格納することが可能。

## レイス
母船(ハイブシップ)
レイスの母船。各船には女王が一人乗船している。
有機金属(バイオメカニック)で出来ており、複雑な問題以外は放っておいても自己修復する。シールドがなく、外殻は弱い。マーク4核弾頭一発で破壊可能。また構造的な限界として、ある一定以上の大きさになると自重によって機動性が失われ、旋回するだけで船体が破壊されることになる。しかし充分な動力源(たとえばゼロ・ポイント・モジュール)を組み込むことでこの問題をクリアし、分厚くかつ速やかに自己修復する強靭な外殻とエンシェントのステルス技術さえ見破るセンサー感度を備えたスーパーハイブシップに進化することが可能。
巡洋艦
レイスの巡洋艦。大きさはダイダロス級ほど。
戦闘機
レイスの小型戦闘機。スターゲイトを通過できるほどに小型であり、その独特な形から「ダーツ」と呼称される。船体下部から放つ光線で人間を吸い上げることが可能で、戦闘や偵察、刈り取りなど幅広い運用がなされている。アトランティスのパドルジャンパーの様に船内からスターゲイトをダイヤルすることも可能。